# Mangelia crebricostata
Mangelia crebricostata é uma espécie de gastrópode do gênero Mangelia, pertencente a família Mangeliidae.